# Popowci (obwód Wielkie Tyrnowo)
Popowci (bułg. Поповци) – wieś w Bułgarii, w obwodzie Wielkie Tyrnowo, w gminie Wielkie Tyrnowo. W 2024 roku liczyła 3 mieszkańców.